# 도시의 흉년
《도시의 흉년》은 1988년 11월 28일부터 1988년 12월 19일까지 방영된 문화방송 월화 미니시리즈로, 한 집안을 배경으로 그 집안에서 생겨나는 갈등을 그리면서 집안에서 개개인의 위치가 얼마나 중요한가를 일깨워주자는 기획 의도이다.
한편, 1988년 11월 21일이 첫 방영일이어야 하나 11월 21일, 22일에 〈국회 언론특위 청문회〉의 생중계방송으로 1988년 11월 28일이 첫 방영일이 되었다.

## 출연
- 최불암 : 지대풍 역
- 정혜선 : 김복실 역
- 이혜숙 : 지수희 역
- 유인촌 : 서재호 역
- 김주승 : 지수빈 역
- 박순애 : 지수연 역
- 김영철 : 구주현 역
- 한은진
- 최선자
- 김용선
- 견미리 : 순정 역

## 편성 변경 및 결방 사유
- 1988년 12월 12일에 〈국회 언론특위 청문회〉 생중계 방송으로 결방
- 1988년 12월 13일 : 5~6회 연속 방영
- 1988년 12월 19일 : 다음 날 〈국회 특위 청문회〉 생중계 방송으로 앞당겨 7~8회 연속 방영